# Saison 7 d'Esprits criminels
Chronologie
Saison 6 Saison 8
Cet article présente les vingt-quatre épisodes de la septième saison de la série télévisée américaine Esprits criminels (Criminal Minds).

## Synopsis
Le département des sciences du comportement (BAU, Behavioral Analysis Unit en VO), situé à Quantico en Virginie, est une division du FBI. La série suit une équipe de profileurs, dirigée par l'agent Aaron Hotchner et amenée à se déplacer dans l'ensemble des États-Unis (et ailleurs), chargée d'enquêter localement sur les criminels et les tueurs en série. Chacun de ses agents a sa spécialité et sa personnalité, ce qui les rend complémentaires.

## Distribution

### Acteurs principaux
- Thomas Gibson (VF : Julien Kramer) : agent spécial superviseur Aaron Hotchner, chef d'équipe
- Joe Mantegna (VF : Hervé Jolly) : agent spécial David Rossi
- Shemar Moore (VF : David Krüger) : agent spécial Derek Morgan
- Matthew Gray Gubler (VF : Taric Mehani) : agent spécial Dr Spencer Reid
- Andrea Joy Cook (VF : Véronique Picciotto) : agent spécial Jennifer Jareau
- Kirsten Vangsness (VF : Laëtitia Lefebvre) : technicienne analyste Penelope Garcia
- Paget Brewster (VF : Marie Zidi) : agent spécial Emily Prentiss[1]

### Acteurs récurrents
- Bellamy Young (VF : Véronique Soufflet) : Beth Clemmons
- Jayne Atkinson (VF : Josiane Pinson) : agent Erin Strauss
- Nicholas Brendon (VF : Mark Lesser) : Kevin Lynch
- Cade Owens : Jack Hotchner
- Josh Stewart (VF : Thierry Wermuth) : William LaMontagne, Jr. (épisodes 7, 23, 24)

### Invités
- Mark Moses (VF : Luc Bernard) : le sénateur Cramer (épisode 1)
- Max Martini : Luke Dolan (épisode 3)
- Heather Tom (VF : Marine Boiron) : Connie Barton (épisode 5)
- Jack Coleman (VF : Vincent Violette) : Bill (épisode 8)
- Brigid Brannagh (VF : Vanina Pradier) : Monica Kingston (épisode 8)
- Rene Auberjonois (VF : Bernard Woringer) : le colonel Ron Massey (épisode 9)
- Charles S. Dutton : Tony Cole (épisode 10)
- Shawn Hatosy (VF : Guillaume Lebon) : Jimmy Hall (épisode 10)
- Finn Wittrock (VF : Alexandre Gillet) : Harvey Morell (épisode 11)
- Dina Meyer (VF : Laura Blanc) : Regina Lampert (épisode 12)
- Jay Karnes (VF : Cyrille Artaux) : Hamilton Bartholomew (épisode 12)
- Judith Hoag (VF : Ninou Fratellini) : Diana Mitchell (épisode 12)
- Dean Cain (VF : Emmanuel Curtil) : Curtis Banks (épisode 13)
- Vanessa Branch : Teri Banks (épisode 13)
- Tyler Neitzel (VF : Pascal Grull) : Hunter Wright (épisode 14)
- Kathy Baker (VF : Françoise Pavy) : Linda Collins (épisode 16)
- William Russ : Donald Collins (épisode 16)
- Teri Polo (VF : Véronique Alycia) : Maggie Hallman (épisode 17)
- Robert Englund (VF : Patrick Messe) : inspecteur Gassner (épisode 19)
- Kyle Gallner (VF : Brice Ournac) : James Heathridge (épisode 19)
- Madeleine Martin (VF : Léopoldine Serre) : Lara Heathridge (épisode 19)
- Juliet Landau (VF : Dorothée Jemma) : Catherine Heathridge (épisode 19)
- Chad Coleman (VF : Thierry Desroses) : Malcolm Ford (épisode 20)
- Shanola Hampton (VF : Annie Milon) : Cindi Burns (épisode 20)
- Sebastian Roché (VF : Emmanuel Gradi) : Clyde Easter (épisodes 23 et 24)
- Tricia Helfer (VF : Laura Préjean) : agent spécial Izzy Rogers (épisodes 23 et 24)
- Candy Clark : Sandy Jareau, la mère de J.J. (épisode 24)

## Production
La septième saison, comporte 24 épisodes et est diffusée du 21 septembre 2011 au 16 mai 2012 sur CBS.
En France, la saison est diffusée du 12 septembre 2012 au 19 décembre 2012 sur TF1.
Cette saison, marque le retour de Paget Brewster et d'A.J. Cook en tant que personnages principaux, Rachel Nichols quant à elle a quittée la série après seulement une saison.
Lors du dernier épisode de cette saison, Paget Brewster, quitte la série.

## Liste des épisodes

### Épisode 1:Tous pour elle
- États-Unis /  Canada : 21 septembre 2011 sur CBS[4] / CTV Two
- Belgique : 24 janvier 2012 sur RTL-TVI[5],[6]
- Suisse : 22 mars 2012 sur RTS Un[7]
- France : 12 septembre 2012 sur TF1[8]
- Québec : 11 octobre 2013 sur AddikTV[9]

- États-Unis : 14,14 millions de téléspectateurs[10] (première diffusion)
- Canada : 1,57 million de téléspectateurs[11] (première diffusion)
- France : 8,74 millions de téléspectateurs (première diffusion)

- Mark Moses (Cramer)
- Ursula Brooks (Chloe Donaghy)
- Robin Atkin Downes (Lachlan McDermott)
- Conrad Bluth (Declan)

- D'introduction : « Le passé ne peut pas être guéri. » de la reine Elisabeth première.
- De conclusion : « Je jure solennellement que je soutiendrai et défendrai la constitution des États-Unis d’Amérique, contre tous ses ennemis qu’ils soient étrangers ou nationaux, que je ferai allégeance avec une foi sincère en cette constitution, que je prends cette obligation librement sans aucune restriction mentale ou intention de m’en défaire et que je m’acquitterai loyalement des devoirs de la charge que je m’apprête à prendre. Que Dieu me vienne en aide. » Serment pour la cérémonie d'investiture Inauguration Day du vice-président des États-Unis.

### Épisode 2:Cinq Sens
- États-Unis /  Canada : 28 septembre 2011 sur CBS / CTV Two
- Belgique : 31 janvier 2012 sur RTL-TVI[6]
- Suisse : 22 mars 2012 sur RTS Un[7]
- France : 12 septembre 2012 sur TF1[8]
- Québec : 18 octobre 2013 sur AddikTV

- États-Unis : 12,58 millions de téléspectateurs[12] (première diffusion)
- Canada : 1,313 million de téléspectateurs[13] (première diffusion)
- France : 5,77 millions de téléspectateurs (première diffusion)

- Caroline Schreiber (Abby Elcott)
- Sean Ryan Fox (jeune Cy)
- Andy Milder (Cy)
- Lindsay LaVanchy (Beth)
- David Starzyk (Matt Bradstone)
- Kristen Ariza (détective Bonner)
- Doug Morency (M. Elcott)
- Peg London (Mme Elcott)
- Cynthia Eades (Mme Westerly)
- Tracy Middendorf (Lyla Bradstone)
- Johanna Braddy (Tammy Bradstone)
- Paul Butler (Jason Bradstone)
- Jessi Cooper (Sarah)
- Nawal Bengholam (examinateur médical)
- Kinna McInroe (Gwen)
- Monique Green (Debbie)
- Michael Monken (Jeff)
- Jimmy Deshler (Cy ado)
- Chloe June O'Shannon (Cheryl)
- Katelyn Pacitto (jeune Lyla)
- Kevin Norman (Matt ado)
- Troy Lindsay Brown (Brute #1)
- Harry Daniels (Brute #2)

- D'introduction : « Lorsqu’il s’agit d’un miracle, n’importe quel signe visible fait l’affaire, mais lorsqu’il s’agit d’un fait, il est nécessaire d’avoir une preuve. » de Mark Twain.
- De conclusion :  « Rien n’inspire plus le pardon que la vengeance. » de Scott Adams.

### Épisode 3:Opération Dorado Falls
- États-Unis /  Canada : 5 octobre 2011 sur CBS / CTV Two
- Belgique : 7 février 2012 sur RTL-TVI[6]
- Suisse : 29 mars 2012 sur RTS Un[14]
- France : 19 septembre 2012 sur TF1[8]
- Québec : 18 octobre 2013 sur AddikTV

- États-Unis : 13,43 millions de téléspectateurs[15] (première diffusion)
- Canada : 1,407 million de téléspectateurs[16] (première diffusion)
- France : 8,07 millions de téléspectateurs (première diffusion)

- Max Martini (Luke Dolan)
- Sarah Aldrich (Jenna Dolan)
- Lindsey Ginter (général Boyd Milgram)
- Rodney J. Hobbs (State Trooper Brian Long)
- Jamie Silberhartz (Jamie)
- Bryan Friday (Adam Werner)
- Andy Allen (Nathan Munz)
- Michael Bofshever (Mark Dolan)
- Julia Rhoda (Mary Dolan)
- Robin Daléa (Dr Risa Coletti)
- Hana Hayes (Ally Dolan)
- Janice Kent (Wendy Milgram)
- Robert Steinman (Carter Tadman)
- Bruno Amato (le commandant Powell)
- Vince Green (officier en uniforme)
- Andre Ellington (conducteur)
- Gina St. John (journaliste)
- Sean Hemeon (officier de police)

- D'introduction : « Les hommes ne sont pas prisonniers de leur destins, ils sont prisonniers de leur propre esprit. » de Franklin Delano Roosevelt.
- De conclusion : « Nous naissons seuls, nous vivons seuls, nous mourons seuls. Il n'y a qu'à travers l'amour et l'amitié que nous pouvons l'espace d'un instant créer l'illusion que nous ne sommes pas seuls. » d'Orson Welles.

### Épisode 4:Les Survivants
- États-Unis /  Canada : 12 octobre 2011 sur CBS / CTV Two
- Belgique : 21 février 2012 sur RTL-TVI[6]
- Suisse : 29 mars 2012 sur RTS Un[14]
- France : 10 octobre 2012 sur TF1[8]
- Québec : 25 octobre 2013 sur AddikTV

- États-Unis : 12,87 millions de téléspectateurs[17] (première diffusion)
- Canada : 1,237 million de téléspectateurs[18] (première diffusion)
- France : 6,89 millions de téléspectateurs (première diffusion)

- Eric Jungmann (Bob Adams)
- Don O. Knowlton (principal Givens)
- Tom Derek (chef Cole)
- Stacie Greenwell (Mme McKee)
- Julia Campbell (Martha Slade)
- Michael Grant (Brandon Slade)
- Trisha LaFache (Chelsea)
- Joe Reegan (Lewis Ramsey)
- Kerry Barker (Tiffany Gleason)
- Patrick Cohen (Caleb)
- Aaron Hill (Jerry Holtz)
- Hudson Thames (Randy Slade)
- Terra Wellington (journaliste)
- Cade Owens (Jack Hotchner)
- James C. Burns (commandant du SWAT)

- D'introduction : « On peut quitter l'école, mais l'école ne nous quitte jamais. » d'Andy Partridge.
- De conclusion : « La douleur est la rupture de la coquille qui enferme votre entendement. » de Khalil Gibran.

### Épisode 5:Le Voleur d'enfants
- États-Unis /  Canada : 19 octobre 2011 sur CBS / CTV
- Belgique : 28 février 2012 sur RTL-TVI[6]
- Suisse : 5 avril 2012 sur RTS Un[19]
- France : 26 septembre 2012 sur TF1[8]
- Québec : 25 octobre 2013 sur AddikTV

- États-Unis : 13,15 millions de téléspectateurs[20] (première diffusion)
- Canada : 2,003 millions de téléspectateurs[21] (première diffusion)
- France : 7,31 millions de téléspectateurs (première diffusion)

- Isabella Hoffman (Carolyn)
- Patrick Stafford (George Kelling)
- David L. King (détective Woods)
- Mason Cook (Bobby Smith)
- Annie Fitzgerald (Marlene Smith)
- Rebecca Spicher (Shannon)
- Heather Tom (Connie)
- Elisabeth Noone (Mme Crenshaw)
- Shevaun Cavanaugh Kastl (Kelsey Tanner)
- Brecken Lawrence (Timmy Tanner)
- Doug Dezzani (Charles Tanner)
- Blake Bertrand (jeune Unsub)

- D'introduction : « Depuis ma plus tendre enfance, je n’ai jamais été comme les autres et je n’ai jamais vu les choses comme eux. » d'Edgar Allan Poe.
- De conclusion : « Toutes les choses vraiment atroces naissent dans l’innocence. » d'Ernest Miller Hemingway.

### Épisode 6:Les Premières minutes
- États-Unis /  Canada : 2 novembre 2011 sur CBS / CTV Two
- Belgique : 6 mars 2012 sur RTL-TVI[6]
- Suisse : 5 avril 2012 sur RTS Un[19]
- France : 3 octobre 2012 sur TF1[8]
- Québec : 1er novembre 2013 sur AddikTV

- États-Unis : 12,94 millions de téléspectateurs[22] (première diffusion)
- Canada : 1,273 million de téléspectateurs[23] (première diffusion)
- France : 7,34 millions de téléspectateurs (première diffusion)

- Sam Murphy (Chase)
- Drew Osborne (jeune garçon Chase)
- Michael Scott Allen (Nick)
- Douglas Bennett (Daniel / père)
- Colin McGurk (Phinny)
- Courtney Hope (Lacey)
- Sharline Liu (Dr Stacey Carroll)
- Aubyn Philabaum (Samantha)
- Ben Stillwell (Evan)
- Karen Sheperd (Katherine)
- Isabella Hoffmann (Carolyn)
- Zach Filkins (Ranger)

- D'introduction : « Mourir est une chose terrible, mais l'idée de mourir sans avoir vécu est insupportable. » d'Erich Fromm.
- De conclusion : « Le moment de la mort comme la fin d'une histoire donne une signification différente à ce qui précédait. » de Mary Catherine Bateson.

### Épisode 7:Chasseur de tornades
- États-Unis /  Canada : 9 novembre 2011 sur CBS / CTV Two
- Belgique : 13 mars 2012 sur RTL-TVI[6]
- Suisse : 12 avril 2012 sur RTS Un[24]
- France : 3 octobre 2012 sur TF1[8]
- Québec : 1er novembre 2013 sur AddikTV

- États-Unis : 11,36 millions de téléspectateurs[25] (première diffusion)
- France : 5,76 millions de téléspectateurs (première diffusion)

- Mekhai Andersen (Henry Lamontagne)
- Josh Stewart (Will Lamontagne)
- Alex Weed (Travis James)
- Demetrius Grosse (lieutenant Beasley)
- Faline England (Fran Meredith)
- Khylin Rhambo (Damon Weeks)
- Elijah Trichon (Gary)
- Cornell Womack (M.E. Cranston)
- Dalton Day (Shaun Rutledge)
- Zac Badasci (Eric)
- Cody Tyler Weselis (Tucker James)
- Brandon Hender (jeune Travis)
- Chris Doyle (Roscoe Gulch)
- Carsen Warner (Billy Rutledge)

A Wichita, plus grande ville du Kansas, une tornade ravage tout sur son passage. Dans les décombres, les policiers découvrent les cadavres de deux adolescents. Les corps ont été mutilés. Les deux victimes, des sans-abris qui vivaient en marge de la société, vivotaient grâce à des petits vols. Les policiers en viennent à la conclusion qu'ils n'ont pas été tués dans les intempéries. En effet, un meurtrier frappe à chaque passage de tornade. Un précieux témoignage permet aux enquêteurs de tenir un suspect. 
- D'introduction : « Pour le bien du corps et de l'esprit d'un homme, rien de tel que le mauvais temps. Chaque jour a sa beauté, et les tempêtes feront disparaitre le sang, mais rendront les pulsions plus vigoureuses. » de George Gissing.
- De conclusion : « L'adversité est comparable à un vent déchainé, elle nous arrache tout, sauf l'essence de ce que nous sommes véritablement. » d'Arthur Golden.

### Épisode 8:Hope
- États-Unis /  Canada : 16 novembre 2011 sur CBS / CTV Two
- Belgique : 20 mars 2012 sur RTL-TVI[6]
- Suisse : 12 avril 2012 sur RTS Un[24]
- France : 17 octobre 2012 sur TF1[8]
- Québec : 8 novembre 2013 sur AddikTV

- États-Unis : 12,72 millions de téléspectateurs[26] (première diffusion)
- France : 6,07 millions de téléspectateurs (première diffusion)

- Jack Coleman (Bill)
- Brigid Brannagh (Monica)
- Ted Heyck (Dean Miller)
- Brian Appel (agent Henderson)
- Hayley Chase (Heather ado)
- Erin Sossamon (Hope ado)
- Caroline Labrum (jeune Heather)
- Reganne Sheely (jeune Hope)
- Sean Hemeon (officier)

- D'introduction : « L'espoir est la foi qui tend sa main dans l'obscurité. » de Georges Iles.
- De conclusion : « Trouve en toi l'endroit où est la joie et la joie vaincra la douleur. » de Joseph Campbell.

### Épisode 9:L'Effet Pygmalion
- États-Unis /  Canada : 7 décembre 2011 sur CBS / CTV Two
- Belgique : 27 mars 2012 sur RTL-TVI[6]
- Suisse : 19 avril 2012 sur RTS Un[27]
- France : 17 octobre 2012 sur TF1[8]
- Québec : 8 novembre 2013 sur AddikTV

- États-Unis : 12,41 millions de téléspectateurs[28] (première diffusion)
- Canada : 1,403 million de téléspectateurs[29] (première diffusion)
- France : 7,9 millions de téléspectateurs (première diffusion)

- George Gerdes (Tawes)
- Rene Auberjonois (Ron Massey)
- Kevin Fonteyne (Josh Redding)
- Michael Harding (Will Redding)
- Jeanine Jackson (Tiff Redding)
- Matthew David (Carter Campbell)
- Sterling D. Ardrey (Randy Parker)
- Tim Powell (Dr Alexander)
- Mitchel Blackfield (Bailey Shelton)
- Don R. Williams (Chris Shelton)

- D'introduction : « Les choses ne changent pas, c'est nous qui changeons. » de Henry David Thoreau.
- De conclusion : « Garde-toi, tant que tu vivras, de juger les gens sur la mine. » de Jean de La Fontaine, extrait de la fable Le Cochet, le Chat et le Souriceau.

### Épisode 10:Vaincu par K. O.
- États-Unis /  Canada : 14 décembre 2011 sur CBS / CTV Two
- Suisse : 19 avril 2012 sur RTS Un[27]
- Belgique : 9 septembre 2012 sur RTL-TVI[6]
- France : 10 octobre 2012 sur TF1[8]
- Québec : 15 novembre 2013 sur AddikTV

- États-Unis : 12,88 millions de téléspectateurs[30] (première diffusion)
- Canada : 1,314 million de téléspectateurs[31] (première diffusion)
- France : 7,65 millions de téléspectateurs (première diffusion)

- Shawn Hatosy (Jimmy Hall)
- Charles S. Dutton (Tony)
- Bellamy Young (Beth)
- Abby Brammell (Pam)
- David Mazouz (Ryan)
- Ludwig Manukian (Dr Raj Surna)
- Jill Alexander (Dr Joanne Carlton)
- Mark Withers (Lou Manzoni)
- Ken Lally (Jack)
- Kelsey Scott (paramédical)
- Sean Kathryn O'Connor (Dr Jean Bellamy)
- Jeremy Radin (homme)
- Sandra Genovese (Billie)
- Tim Davis (Jason)
- Ray Stefanelli (arbitre)

- D'introduction : « Tout le monde veut aller au paradis, mais personne ne veut mourir. » de Joe Louis.
- De conclusion : « Certains croient que tenir bon nous rend plus fort, mais parfois le plus dur est de lâcher prise. » d'Hermann Hesse.

### Épisode 11:Sous le signe du Zodiaque
- États-Unis /  Canada : 18 janvier 2012 sur CBS / CTV Two
- Suisse : 26 avril 2012 sur RTS Un[32]
- Belgique : 9 septembre 2012 sur RTL-TVI[6]
- France : 26 septembre 2012 sur TF1[8]
- Québec : 15 novembre 2013 sur AddikTV

- États-Unis : 13 millions de téléspectateurs[33] (première diffusion)
- France : 8,3 millions de téléspectateurs (première diffusion)

- Jeff Newburg (Caleb Rossmore)
- Claudia Choi (agent Rebecca Lin)
- Finn Wittrock (Harvey Morell)
- Marissa Armijo (Marisa Devon)
- Jonny Jay (David Atley)
- Christine Garver (Nicole Puli)
- Patricia Cornwell (elle-même)
- Joseph Fuhr (Dan Feinberg)
- Bill Frenzer (Hippie)
- Josh Latzer (Park Supervisor)
- Brett Weinstock (Best Man)
- Toni Sawyer (Mme Zablonsky)
- Danny Goldman (détective Zablonsky)
- Jimbo Barnett (Roger Smith)
- Michele Dawson (Tara Henson)
- Frank Marshall (Alec Wyseck)
- David Fraioli (Messenger)
- Alexandra Choi (journaliste)

- D'introduction : « Trois personnes peuvent garder un secret si deux d'entre elles sont mortes. » de Benjamin Franklin.
- De conclusion : « Il n'est pire douleur que le souvenir du bonheur au temps de l'infortune. » de Dante, extrait du chant V de l'Enfer dans la Divine Comédie.

### Épisode 12:La Mélodie du malheur
- États-Unis /  Canada : 25 janvier 2012 sur CBS / CTV
- Suisse : 3 mai 2012 sur RTS Un[34]
- Belgique : 16 septembre 2012 sur RTL-TVI[6]
- France : 24 octobre 2012 sur TF1[8]
- Québec : 22 novembre 2013 sur AddikTV

- États-Unis : 13,81 millions de téléspectateurs[35] (première diffusion)
- Canada : 2,446 millions de téléspectateurs[36] (première diffusion)
- France : 7,88 millions de téléspectateurs (première diffusion)

- Jay Karnes (Hamilton Bartholomew)
- Leaha Boschen (Vanessa Campbell)
- Judith Hong (Diana Mitchell)
- Dina Meyer (Regina Lampert)
- Matthew Alan (Herman Scobie)
- Matthew Iott (Bill Campbell)
- John Knox (chef Wilson)
- Maggie Contreras (Brittany)
- Penny Peyser (Dr Linda Merrill)
- Catheryn J. Brockett (Susan)
- Elia Cantu (Tammy)
- Bianca Lopez (journaliste)
- Daniel Hagen (Dr William Shaw)
- Jim Pacitti (Peter Joshua)

- D'introduction : « On ne souffre pas du choc provoqué par un traumatisme, on essaie d'en tirer profit pour pouvoir avancer. » d'Alfred Adler.
- De conclusion : « L'art de vivre consiste en un subtil mélange entre lâcher prise et tenir bon. » d'Henry Ellis.

### Épisode 13:Le Rouge et le Noir
- États-Unis /  Canada : 8 février 2012 sur CBS / CTV
- Suisse : 10 mai 2012 sur RTS Un[37]
- Belgique : 16 septembre 2012 sur RTL-TVI[6]
- France : 31 octobre 2012 sur TF1[8]
- Québec : 22 novembre 2013 sur AddikTV

- États-Unis : 13,31 millions de téléspectateurs[38] (première diffusion)
- Canada : 2,456 millions de téléspectateurs[39] (première diffusion)
- France : 6,12 millions de téléspectateurs (première diffusion)

- Nicholas Brendon (Kevin Lynch)
- Dean Cain (Curtis Banks)
- Sandra Purpuro (agent Carol Goslin)
- Joe Egender (Eddie Bee)
- Vanessa Branch (Teri)
- Frankie Jay Allison (Vince)
- Jenn Korbee (Francesca)
- Nikki Ganz (Liz Dorsey)
- Christopher DeMaci (Jimmy)
- Chuck Saale (agent de sécurité no 1)
- Randy Irwin (agent de sécurité no 2)
- Yanni Walker (joueur no 1)
- Chasty Ballesteros (fille tahitienne)

- D'introduction : « Autour d'une table de jeu, il n'y a ni père ni fils. » Proverbe chinois.
- De conclusion : « Un joueur qui pense avoir trouvé une martingale, est forcément plus ou moins fou. » de George Augustus Henry Sala (en).

### Épisode 14:Crimes passionnels
- États-Unis /  Canada : 15 février 2012 sur CBS / CTV Two
- Suisse : 17 mai 2012 sur RTS Un[40]
- Belgique : 23 septembre 2012 sur RTL-TVI[6]
- France : 31 octobre 2012 sur TF1[8]
- Québec : 29 novembre 2013 sur AddikTV

- États-Unis : 12,19 millions de téléspectateurs[41] (première diffusion)
- France : 5,95 millions de téléspectateurs (première diffusion)

- Geoffrey Blake (Michael)
- Ashlee Fuss (Michelle Green)
- Jordan Potter (John Holden)
- Bellamy Young (Beth Clemmons)
- Tyler Neitzel (Hunter)
- Chris Payne Gilbert (agent Parker)
- Kathleen M. Darcy (Elaine Kraus)
- Ryan Scott Greene (Jimmy)
- Rod Rowland (Doug Summers)
- Brian Mulvey (Gus)
- Maury Morgan (Andrea Wright)
- Hervé Clermont (Dr Brandon MacDonald)
- Alison Trumbull (Kelsey Ashwood)
- Tim Martin Gleason (Todd Ashwood)
- Cody Saintgnue (Tyler Allison)

- D'introduction : « Il ne faut point se fier à celui qui a violé une fois sa parole. » de William Shakespeare, extrait de Henri VI.
- De conclusion : « À trop faire confiance on risque d'être trompé, mais à ne pas faire assez confiance on vit dans le tourment. » de Frank Crane.

### Épisode 15:De rage et de haine
- États-Unis /  Canada : 22 février 2012 sur CBS / CTV Two
- Suisse : 24 mai 2012 sur RTS Un[42]
- Belgique : 23 septembre 2012 sur RTL-TVI[6]
- France : 7 novembre 2012 sur TF1[8]
- Québec : 29 novembre 2013 sur AddikTV

- États-Unis : 12,78 millions de téléspectateurs[43] (première diffusion)
- Canada : 1,492 million de téléspectateurs[44] (première diffusion)
- France : 6,94 millions de téléspectateurs (première diffusion)

- Kevin Sheridan (Trevor Mills)
- Paul Johansson (Clark Preston)
- Marypat Farrell (Hilary Ross)
- Maria Cina (Trisha Lewis)
- Greg Carlson (Matt Lewis)
- Jackie R. Jacobson (Mackenzie Lewis)
- Chiquita Fuller (opérateur du 911)
- Paul Diaz (Jimmy Valdez)
- Floyd Foster, Jr. (Ray Phillips)
- Bianca Taylor (Sophia Underwood)
- Ken W. Murphy (maire Steve Wennington)
- Horacio Galaviz (Pedro Mendez)
- Taylor M. Graham (adjoint)
- Paul Lincoln Alayo (Ramon Gomez)
- Laura Richardson (Pamela Mills)
- Austin Michael Coleman (jeune Trevor)
- Lilah Jade Haye (femme bruyante)
- Lauren McNeely (journaliste)

- D'introduction : « L'égalité peut être un droit, mais aucune puissance humaine ne saurait la convertir en fait. » de Honoré de Balzac, extrait de La Duchesse de Langeais.
- De conclusion : « Je suis pour la vérité, peu importe qui la dit, je suis pour la justice, peu importe en faveur de qui elle tranche. » de Malcolm X.

### Épisode 16:Tout pour mon fils
- États-Unis /  Canada : 29 février 2012 sur CBS / CTV Two
- Suisse : 31 mai 2012 sur RTS Un[45]
- Belgique : 28 octobre 2012 sur RTL-TVI[6]
- France : 21 novembre 2012 sur TF1[8]
- Québec : 6 décembre 2013 sur AddikTV

- États-Unis : 12,54 millions de téléspectateurs[46] (première diffusion)
- Canada : 1,435 million de téléspectateurs[47] (première diffusion)
- France : 7,52 millions de téléspectateurs[48] (première diffusion)

- Derek Magyar (Jeff Collins)
- William Russ (Donald Collins)
- Kathy Baker (Linda Collins)
- Kelly Thybaud (Rebecca Moore)
- Bellamy Young (Beth Clemmons)
- Merle Dandridge (agent Lynn Brooks)
- Fiona Gubelmann (Erika Taylor)
- Natalie Avital (Allyson)
- Lilah Richcreek (Julie)
- Cade Owens (Jack Hotchner)
- Robert Pierce (examinateur médical)

- D'introduction : « La colère cache toujours de la souffrance. » d'Eckhart Tolle.
- De Conclusion : « Vit de telle façon que tes enfants, quand ils pensent aux mots justice, bonté, intégrité, pensent à toi. » de H. Jackson Brown Jr.

### Épisode 17:Je t'aime Tommy
- États-Unis /  Canada : 14 mars 2012 sur CBS / CTV Two
- Suisse : 7 juin 2012 sur RTS Un[49]
- Belgique : 28 octobre 2012 sur RTL-TVI[6]
- France : 28 novembre 2012 sur TF1[8]
- Québec : 6 décembre 2013 sur AddikTV

- États-Unis : 11,43 millions de téléspectateurs[50] (première diffusion)
- Canada : 1,291 million de téléspectateurs[51] (première diffusion)
- France : 7,11 millions de téléspectateurs[52] (première diffusion)

- Teri Polo (Maggie Hallman)
- John Bain (Tommy Brown)
- Kevin Jackson (inspecteur Paul Clarkson)
- Alexandra Ainsworth (Abby Miller)
- Dona Maria Wood (Gayle Gilbert)
- Marc J. Raymond (Brian Gilbert)
- Tricia Leigh Fisher (Sandra Montgomery)
- Kevin Brief (pasteur Larry Benson)
- Polly Cole (Karen Wilson)
- B.K. Cannon (Julie Parker)
- Holland Reid (femme enceinte)
- Chris Kato (infirmière)

- D'introduction : « Aimer, c'est donner à l'autre le pouvoir de vous détruire, tout en comptant qu'il n'en fasse rien. »
- De conclusion : « Pour chaque bonne raison de mentir, il en existe une bien meilleure de dire la vérité. » de Bo Bennett.

### Épisode 18:Vice caché
- États-Unis /  Canada : 21 mars 2012 sur CBS / CTV Two
- Suisse : 7 octobre 2012 sur RTS Un[53]
- Belgique : 4 novembre 2012 sur RTL-TVI[6]
- France : 21 novembre 2012 sur TF1[8]
- Québec : 13 décembre 2013 sur AddikTV

- États-Unis : 12,09 millions de téléspectateurs[54] (première diffusion)
- Canada : 1,469 million de téléspectateurs[55] (première diffusion)
- France : 5,19 millions de téléspectateurs[48] (première diffusion)

- Garrett M. Brown (J. B. Allen)
- Jonathan Castellanos (Angel)
- Jackson Pace (Billy Henderson)
- John Gleeson Connolly (Matt Nelson)
- Mary Bonner Baker (Emma Nelson)
- Max Rose (Adam Nelson)
- Hedy Burress (Samantha)
- Mike Gomez (inspecteur Perez)
- William Duffy (Dr Larson)
- Lance Irwin (Richard Henderson)
- Kate Enggren (Meredith Henderson)
- Madison Carlon (Samantha jeune)
- Odalys Nanin (Lupe Suarez)

- D'introduction : « La mémoire est une chose compliquée : la sœur de la vérité, mais pas sa jumelle. » de Barbara Kingsolver.
- De conclusion : « Rien n'imprime si vivement quelque chose à notre souvenance, que le désir de l'oublier. » de Michel de Montaigne.

### Épisode 19:L'Ennemi du Diable
- États-Unis /  Canada : 4 avril 2012 sur CBS / CTV Two
- Suisse : 7 octobre 2012 sur RTS Un[53]
- Belgique : 4 novembre 2012 sur RTL-TVI[6]
- France : 12 décembre 2012 sur TF1[8]
- Québec : 13 décembre 2013 sur AddikTV

- États-Unis : 11,34 millions de téléspectateurs[56] (première diffusion)
- Canada : 1,236 million de téléspectateurs[57] (première diffusion)
- France : 7,84 millions de téléspectateurs[58] (première diffusion)

- Robert Englund (inspecteur Gassner)
- Kyle Gallner (James Heathridge)
- Madeleine Martin (Lara Heathridge)
- Juliet Landau (Catherine Heathridge)
- Everette Plen (Mike)
- Michaela Carrozzo (Abby)
- Georgia Dolenz (Alice Pritchard)
- Sean T. Krishnan (Dr Bonds)
- Ezra Buzzington (Louis Sills)
- Lora Plattner (Chloe)
- Teddy Vincent (Tiffany)
- Kimberly Westbrook (Sarah Gammon)
- Chase Mouser (James jeune)
- Gary Brintz (barman)
- Robert Mukes (homme)

- D'introduction : « Nous sommes chacun notre propre démon et nous faisons de ce monde notre enfer. » d'Oscar Wilde.
- De conclusion : « Tout ce que nous voyons ou croyons, n'est qu'un rêve dans un rêve. » d'Edgar Allan Poe.

### Épisode 20:La Compagnie
- États-Unis /  Canada : 11 avril 2012 sur CBS / CTV Two
- Suisse : 14 octobre 2012 sur RTS Un[59]
- Belgique : novembre 2012 sur RTL-TVI[6]
- France : 5 décembre 2012 sur TF1[8]
- Québec : 20 décembre 2013 sur AddikTV

- États-Unis : 11,81 millions de téléspectateurs[60] (première diffusion)
- Canada : 1,268 million de téléspectateurs[61] (première diffusion)
- France : 8,18 millions de téléspectateurs[62] (première diffusion)

- Shanola Hampton (Cindi)
- Chad L. Coleman (Malcolm Ford)
- Benita Krista Nall (Desiree Morgan)
- Erica Gimpel (Sarah Morgan)
- Denise Dowse (en) (Yvonne Burns)
- James Edson (inspecteur Palmer)
- Brian Ibsen (Matt Miller)
- T.R. Shields III (Arnold Whitcomb)
- Dirk Etchison (Bob Campbell)
- John Zderko (Dominic Maguire)
- Elizabeth Kouri (Suzy Maguire)
- Bob Glouberman (Larry Stiles)
- Jon Eric Preston (Eric Beckford)
- Ieva Georges (Julie Beckford)
- Dusan Brown (Anthony Ford)
- Holger Moncada (directeur de stockage)

- D'introduction : « Ce qui est pire que dire un mensonge, c'est passer sa vie à ne pas le dévoiler. » de Robert Brault.

### Épisode 21:Comme un aimant
- États-Unis /  Canada : 2 mai 2012 sur CBS / CTV Two
- Suisse : 14 octobre 2012 sur RTS Un[59]
- Belgique : novembre 2012 sur RTL-TVI[6]
- France : 12 décembre 2012 sur TF1[8]
- Québec : 20 décembre 2013 sur AddikTV

- États-Unis : 11,47 millions de téléspectateurs[63] (première diffusion)
- Canada : 1,37 million de téléspectateurs[64] (première diffusion)
- France : 6,66 millions de téléspectateurs[58] (première diffusion)

- Lisa Darr (Helen Garrett)
- Mackenzie Astin (en) (Dylan Kohler)
- Casey Sander (Detective Jon Childers)
- Eddie Kehler (Rod Garrett)
- Anna Rubley (Jodie Armstrong)
- Bob McCracken (Warden Hansen)
- Kelly Curran (Karla Demshure)
- Steven Howell (Gary Hazlett)
- Jo Beth Locklear (Emily Sisk)
- Leigha Kingsley (Cara Smith)
- Glenda Chism-Tamblyn (la femme témoin)

- D'introduction : « Plutôt étouffer un enfant au berceau que de bercer d'insatisfaits désirs. » de William Blake.
- De conclusion : « Il n'y a que dans l'amour et le meurtre que nous sommes vraiment sincères. » de Friedrich Dürrenmatt.

### Épisode 22:Cours magistral
- États-Unis /  Canada : 9 mai 2012 sur CBS / CTV Two
- Suisse : 21 octobre 2012 sur RTS Un[65]
- Belgique : novembre 2012 sur RTL-TVI[6]
- France : 7 novembre 2012 sur TF1[8]
- Québec : 27 décembre 2013 sur AddikTV

- États-Unis : 11,62 millions de téléspectateurs[66] (première diffusion)
- Canada : 1,242 million de téléspectateurs[67] (première diffusion)
- France : 6,42 millions de téléspectateurs (première diffusion)

- Elizabeth June (professeur Marsha Grant)
- Zack Weinstein (David Zimmerman)
- Nate Thomas (Lance)
- Sally Hughes (Devin)
- Kagiso Alicia Paynter (Bianca)
- Ashley Leggat (Sloan)
- Kay D'Arcy (Trudy Yates, en 2005)
- Kelly Lynn Warren (Trudy Yates, en 1977)
- Adam Nelson (Tommy)
- Alec Gatlin (Tommy, à l'âge de 10 ans)
- Thomas Phelan (Tommy, à l'âge de 15 ans)
- Daniel Guzman (Dr Castro)
- Tara Shayne (Tina Dyson)
- Kellen McGee (Angie)
- Eileen Fogarty (Dr Lin)
- Cyndi Martino (Diane)
- Denise Carole (Crystal)
- Rene Ashton (Grace Powell)
- Julie Dove (Brianne Matloff)
- Eugenia Care (Marie)
- Shannon Sullivan (Ruth Taylor)
- Linda Sandee Larson (Lynn)
- Dan Owens (Steve)
- Richard Henning (John)
- Elizabeth Southard (Becca)
- Paul Morgan Fredrix (Donald)
- Jolie Adamson (Georgina Yates)

- D'introduction : « On doit des égards aux vivants, on ne doit aux morts que la vérité. » de Voltaire.
- De conclusion : « Pour triompher, le mal n'a besoin que de l'inaction des gens de bien. » d'Edmund Burke.

### Épisode 23:Reine de carreau
- États-Unis /  Canada : 16 mai 2012 sur CBS[68] / CTV Two
- Suisse : 21 octobre 2012 sur RTS Un[65]
- Belgique : novembre 2012 sur RTL-TVI[6]
- France : 19 décembre 2012 sur TF1[8]
- Québec : 27 décembre 2013 sur AddikTV

- États-Unis : 13,68 millions de téléspectateurs[69] (première diffusion)
- Canada : 1,375 million de téléspectateurs[70] (première diffusion)
- France : 8,11 millions de téléspectateurs[71] (première diffusion)

- Cade Owens (Jack Hotchner)
- Mekhai Andersen (Henry LaMontagne)
- Josh Stewart ( Will Lamontagne)
- Josh Randall (Matthew Downs)
- Tricia Helfer (Izzy Rogers)
- Evan Jones (Chris Stratton)
- Gina Garcia Sharp (Gina)
- Sebastian Roché (Clyde Easter)
- Brian Appel (agent Anderson)
- Dean Lamont (agent Travis Green)
- Seth Laird (Oliver Stratton)
- Elena Varela (Jodi Ketelson)
- Marie Wilson (Lynne Noble)
- Mickey Casab (Shawn Harper)
- Marsha Henry (Annie Beneville)
- Lance Danford (Terry Rosett)
- Dawan Owens (Zack Hansen)
- Sasha Matthews (Reese Hansen)
- Pamela Marie Hobby (Hannah Wakefield)
- Brady Rubin (Shirley Hamilton)
- Augie Riddell (Ray Hamilton)

- D'introduction : « C'est grâce au courage que l'on peut affronter et vaincre la peur. » de James F. Bell.

### Épisode 24:As de cœur
- États-Unis /  Canada : 16 mai 2012 sur CBS[68] / CTV Two
- Suisse : 28 octobre 2012 sur RTS Un[72]
- Belgique : novembre 2012 sur RTL-TVI[6]
- France : 19 décembre 2012 sur TF1[8]
- Québec : 27 décembre 2013 sur AddikTV

- États-Unis : 13,68 millions de téléspectateurs[69] (première diffusion)
- Canada : 1,375 million de téléspectateurs[70] (première diffusion)
- France : 7,96 millions de téléspectateurs[71] (première diffusion)

- Cade Owens (Jack Hotchner)
- Mekhai Andersen (Henry LaMontagne)
- Josh Stewart (Will Lamontagne)
- Josh Randall (Matthew Downs)
- Tricia Helfer (Izzy Rogers)
- Evan Jones (Chris Stratton)
- Gina Garcia Sharp (Gina)
- Sebastian Roché (Clyde Easter)
- Brian Appel (agent Anderson)
- Marsha Henry (Annie Young)
- Brady Rubin (Shirley Hamilton)
- Augie Riddell (Ray Hamilton)
- Candy Clark (Sandy Jareau)
- Tara Kirkland (Kate Bryggman)
- D. Elliott Woods (médecin)
- Matthew Jones (officier de police)

- De conclusion : « La fin d'une histoire est le commencement d'une autre. La seule chose, c'est qu'on l'ignore à ce moment-là. » de Emily Prentiss

## Informations sur le coffret DVD
- Intitulé du coffret DVD : Criminal Minds Season 7 (zone 1) / Esprits criminels - Saison 7 (zone 2)
- Éditeur : Paramount Home Entertainment
- Nombres d'épisodes : 24
- Nombres de disques : 5
- Format d'image : Couleur, plein écran, 16/9 (compatible 4/3), PAL, 1.85:1
- Audio : Son Dolby Digital 2.0 & Dolby Digital 5.1
  - Langues : Anglais (Dolby Digital 5.1), Italien (Dolby Digital 2.0), Français (Dolby Digital 2.0), Espagnol (Dolby Digital 2.0)
  - Sous-titres : Espagnol, Français, Italien, Anglais, Danois, Finnois, Néerlandais, Norvégien, Suédois
- Durée : 1023 minutes
- Bonus :
  - 5 scènes coupées (5 min 24 s - VOST)
  - Bêtisier (5 min 09 s - VOST)
  - Coulisses (VOST) :
  - - « The Fall » : coulisses de l'épisode 5 (3 min 37 s)
  - - « Twisted » : coulisses de l'épisode 7 (6 min 46 s)
  - - « Bloodluts » : coulisses de l'épisode 10 (5 min 48 s)
  - - « Devil Inside » : coulisses de l'épisode 19 (9 min 04 s)
  - - « Too Big To » : coulisses des épisodes 23 et 24 (7 min 45 s)
- Dates de sortie :
  -  États-Unis : 4 septembre 2012
  -  Suisse : Indéterminée
  -  France : 6 mars 2013
  -  Belgique : Indéterminée
  -  Québec : Indéterminée